# Спартанберг
Спа́ртанберг (англ. Spartanburg) — город в США, в штате Южная Каролина, административный центр одноимённого округа.
По данным Бюро переписи населения США, город имеет общую площадь 50 км², из которых 49 км² — суша и 0,26 км² (0,47 %) — вода. Население — 37 013 (2010 год). На 2017 год занимал 12-ю строчку в списке самых населённых городов штата.

## Климат
Среднегодовая температура составляет 16 °C, средняя температура января — 4 °C и средняя температура июля — 26 °C. Среднее количество осадков — 130 см, средний вегетационный период составляет 231 день.
| Показатель                         | Янв. | Фев. | Март | Апр. | Май  | Июнь | Июль | Авг. | Сен. | Окт. | Нояб. | Дек. | Год  |
| ---------------------------------- | ---- | ---- | ---- | ---- | ---- | ---- | ---- | ---- | ---- | ---- | ----- | ---- | ---- |
| Средний суточный максимум, °C      | 10,1 | 12,4 | 17,5 | 22,2 | 26,3 | 29,7 | 31,2 | 30,4 | 27,3 | 22,2 | 16,9  | 11,8 | 21,5 |
| Средняя температура, °C            | 4,5  | 6,3  | 10,9 | 15,4 | 19,9 | 23,9 | 25,7 | 25,1 | 21,8 | 15,8 | 10,9  | 6,3  | 15,6 |
| Средний суточный минимум, °C       | −1,1 | 0,2  | 4,4  | 8,7  | 13,6 | 18,0 | 20,2 | 19,7 | 16,2 | 9,4  | 4,7   | 0,8  | 9,6  |
| Норма осадков, мм                  | 104  | 112  | 137  | 99   | 112  | 122  | 117  | 102  | 102  | 102  | 91    | 104  | 1303 |
| Источник: Greenville - Spartanburg |      |      |      |      |      |      |      |      |      |      |       |      |      |

## Демография
| Год переписи                                  | Нас.  |  | %±     |
| --------------------------------------------- | ----- |  | ------ |
| 1850                                          | 1176  |  | —      |
| 1860                                          | 1216  |  | 3,4%   |
| 1870                                          | 1080  |  | −11,2% |
| 1880                                          | 3253  |  | 201,2% |
| 1890                                          | 5544  |  | 70,4%  |
| 1900                                          | 11395 |  | 105,5% |
| 1910                                          | 17517 |  | 53,7%  |
| 1920                                          | 22638 |  | 29,2%  |
| 1930                                          | 28723 |  | 26,9%  |
| 1940                                          | 32249 |  | 12,3%  |
| 1950                                          | 36795 |  | 14,1%  |
| 1960                                          | 44352 |  | 20,5%  |
| 1970                                          | 44546 |  | 0,4%   |
| 1980                                          | 43826 |  | −1,6%  |
| 1990                                          | 43467 |  | −0,8%  |
| 2000                                          | 39673 |  | −8,7%  |
| 2010                                          | 37013 |  | −6,7%  |
| 2011                                          | 37334 |  | 0,9%   |
| 1850–2011 U.S. Decennial Census 2011 estimate |       |  |        |

По данным переписи населения 2000 года в Спартанберге проживало 39 673 человек, 9721 семей. Средняя плотность населения составляла около 799,9 человек на один квадратный километр. Расовый состав Спартанберга по данным переписи распределился следующим образом: 49,55 % — чёрных или афроамериканцев, 47,15 % белых, 0,18 % — коренных американцев, 1,33 % — азиатов, 0,06 % — выходцев с тихоокеанских островов, 0,96 % — представителей смешанных рас, 0,76 % — других народностей. Испаноговорящие составили 1,78 % от всех жителей города.
Из 9721 семей в 28,9 % — воспитывали детей в возрасте до 18 лет, 34,0 % представляли собой совместно проживающие супружеские пары, в 23,0 % семей женщины проживали без мужей, 39,2 % не имели семей. 34,0 % от общего числа семей на момент переписи жили самостоятельно, при этом 13,2 % составили одинокие пожилые люди в возрасте 65 лет и старше. Средний размер домашнего хозяйства составил 2,33 человек, а средний размер семьи — 3,00 человек.
Население города по возрастному диапазону по данным переписи 2000 года распределилось следующим образом: 25,2 % — жители младше 18 лет, 12,2 % — между 18 и 24 годами, 26,6 % — от 25 до 44 лет, 20,6 % — от 45 до 64 лет и 15,4 % — в возрасте 65 лет и старше. Средний возраст жителей составил 35 лет. На каждые 100 женщин в Спартанберге приходилось 79,6 мужчин.
Средний доход на одно домашнее хозяйство в городе составил 28 735 долларов США, а средний доход на одну семью — 36 108 долларов. При этом мужчины имели средний доход в 30 587 долларов США в год против 23 256 долларов среднегодового дохода у женщин. Доход на душу населения в городе составил 18 136 доллара в год. 19,4 % от всего числа семей в городе и 23,3 % от всей численности населения находилось на момент переписи населения за чертой бедности, при этом 34,6 % из них были моложе 18 лет и 15,4 % — в возрасте 65 лет и старше.

## Местное самоуправление
Спартанберг управляется мэром и городским советом, пять членов которого представляют различные районы города. Нынешний мэр, Джуни Уайт, был избран в 2009 году. Совет также назначает городского управляющего, который отвечает за решение повседневных вопросов. Члены совета избираются на четырёхлетний срок. Совет заседает ежемесячно во второй и четвёртый понедельник.

## Промышленность
Главную роль в промышленности играет завод германского автоконцерна BMW (единственного в Северной Америке), на котором выпускаются: внедорожники BMW X3, X4, X5, X6, X7; родстеры Z4.

## Музеи и достопримечательности
- Музей искусств[4]
- Исторический музей
- Научный центр Спартанберга[5]
- Железнодорожный музей[6]
- Национальный парк «Поле битвы при Каупензе»[7]
- Культурный центр Чапмана[8]
- Выставочный зал Hub-Bub[9]

## Фотогалерея

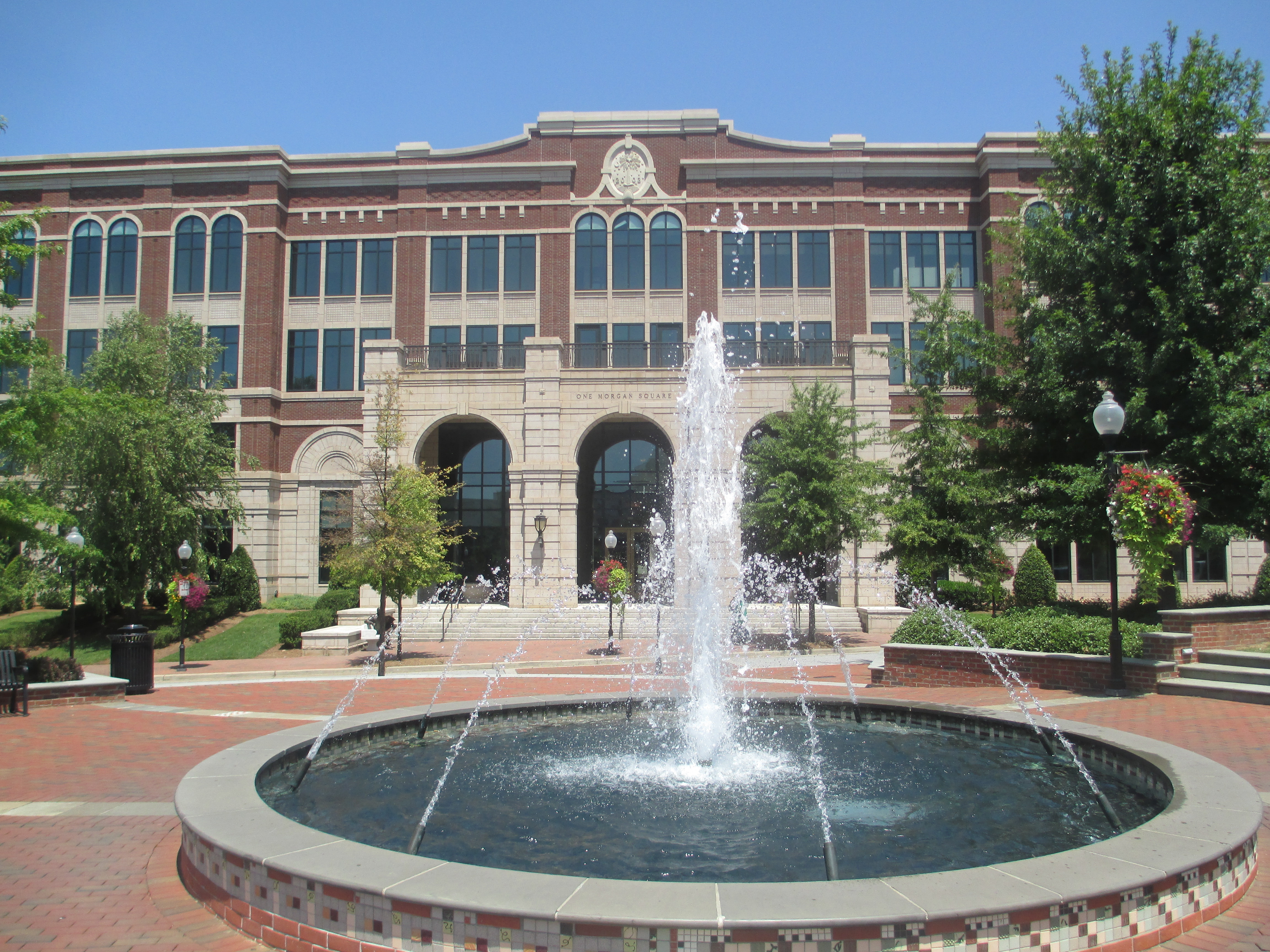
Фонтан на площади Моргана
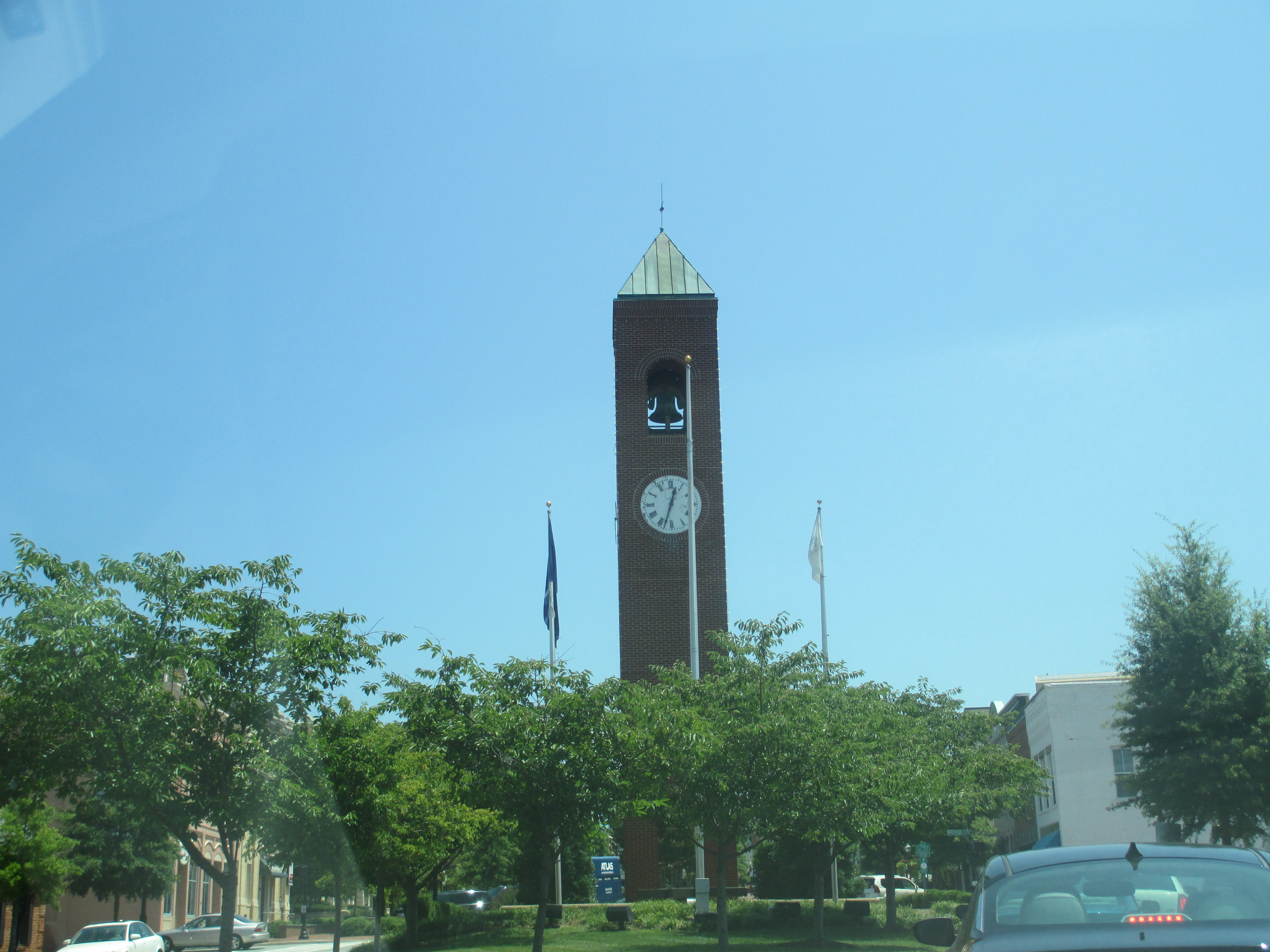
Башня с часами
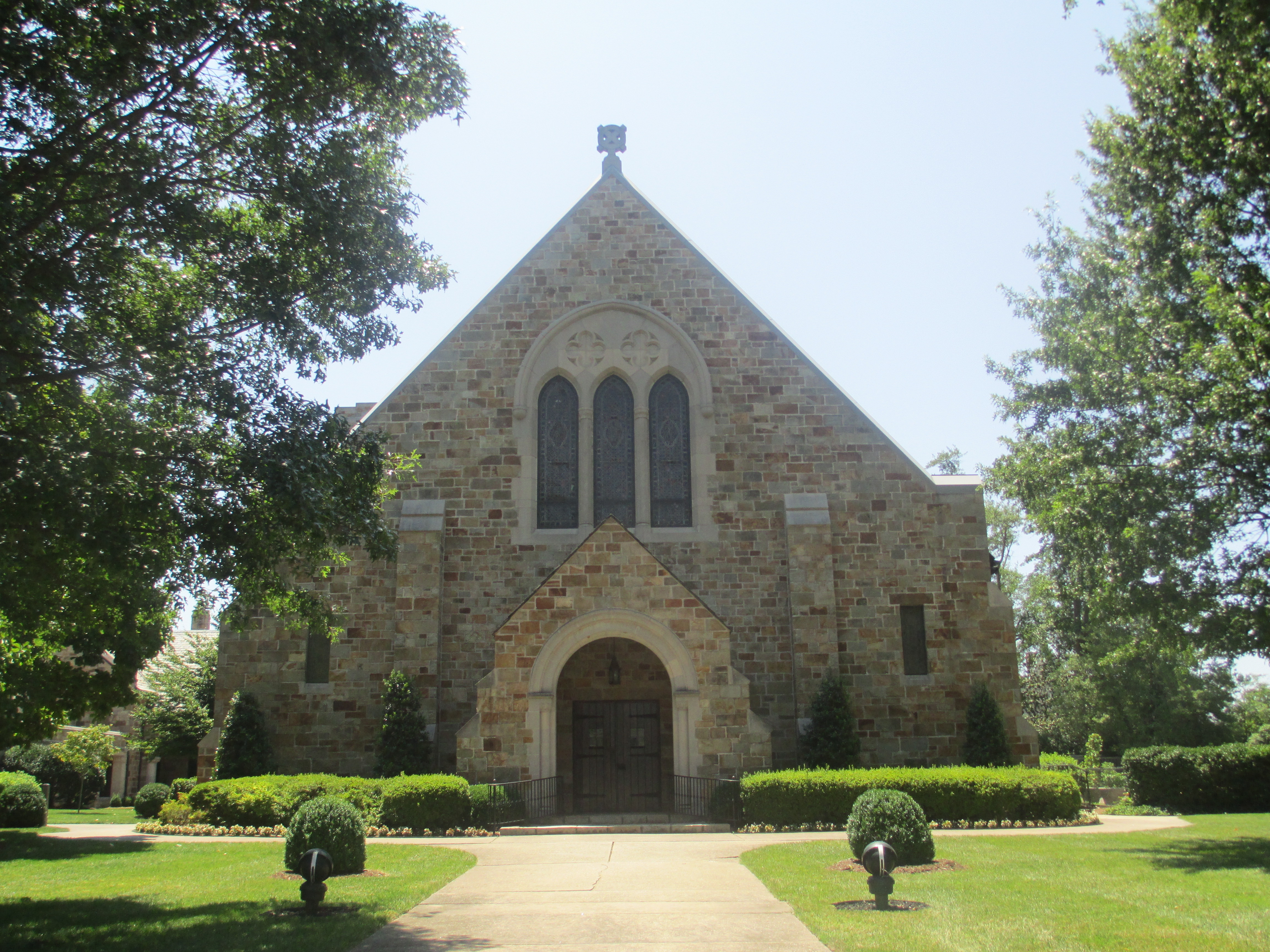
Первая пресвитерианская церковь
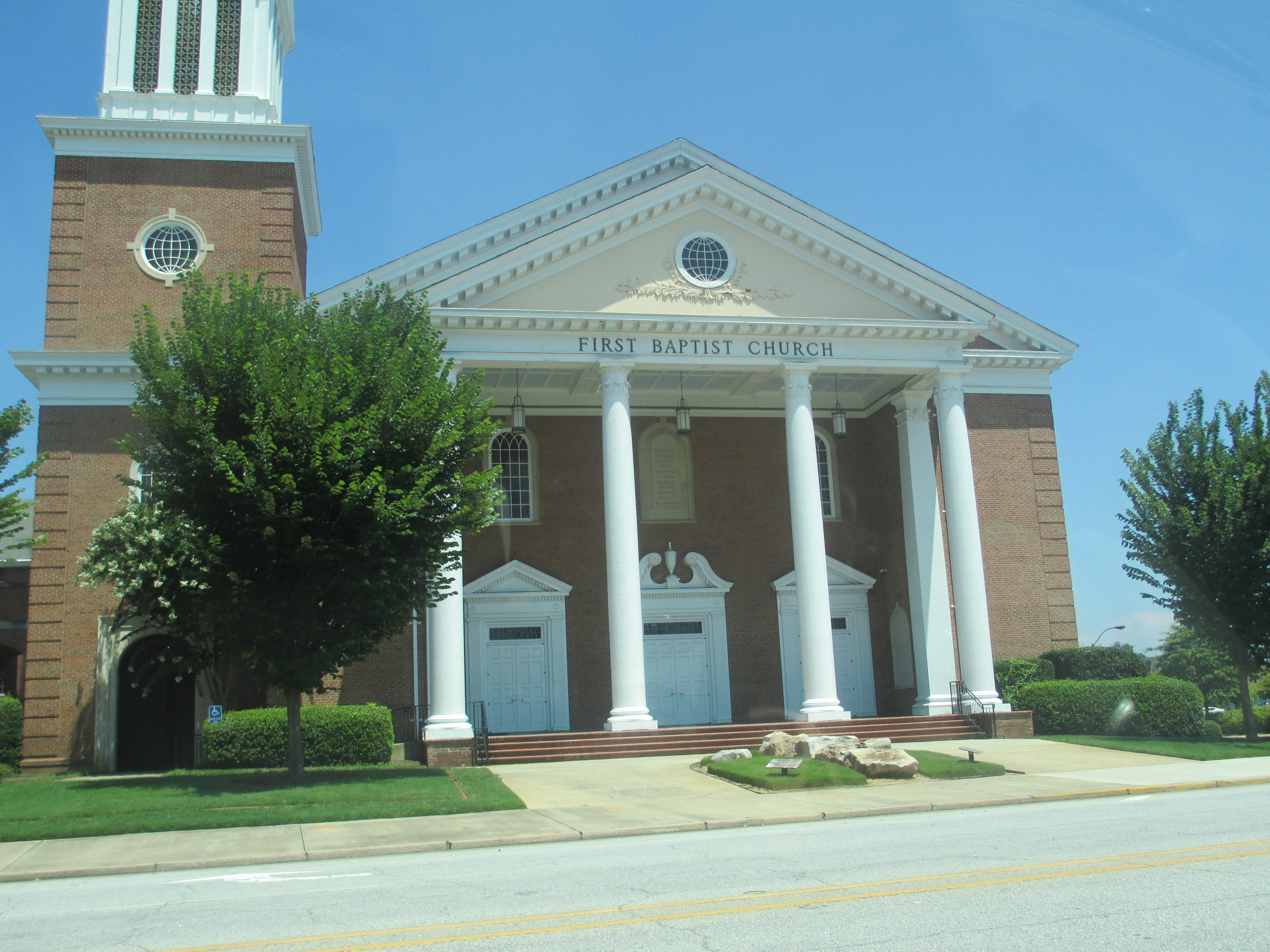
Первая баптистская церковь
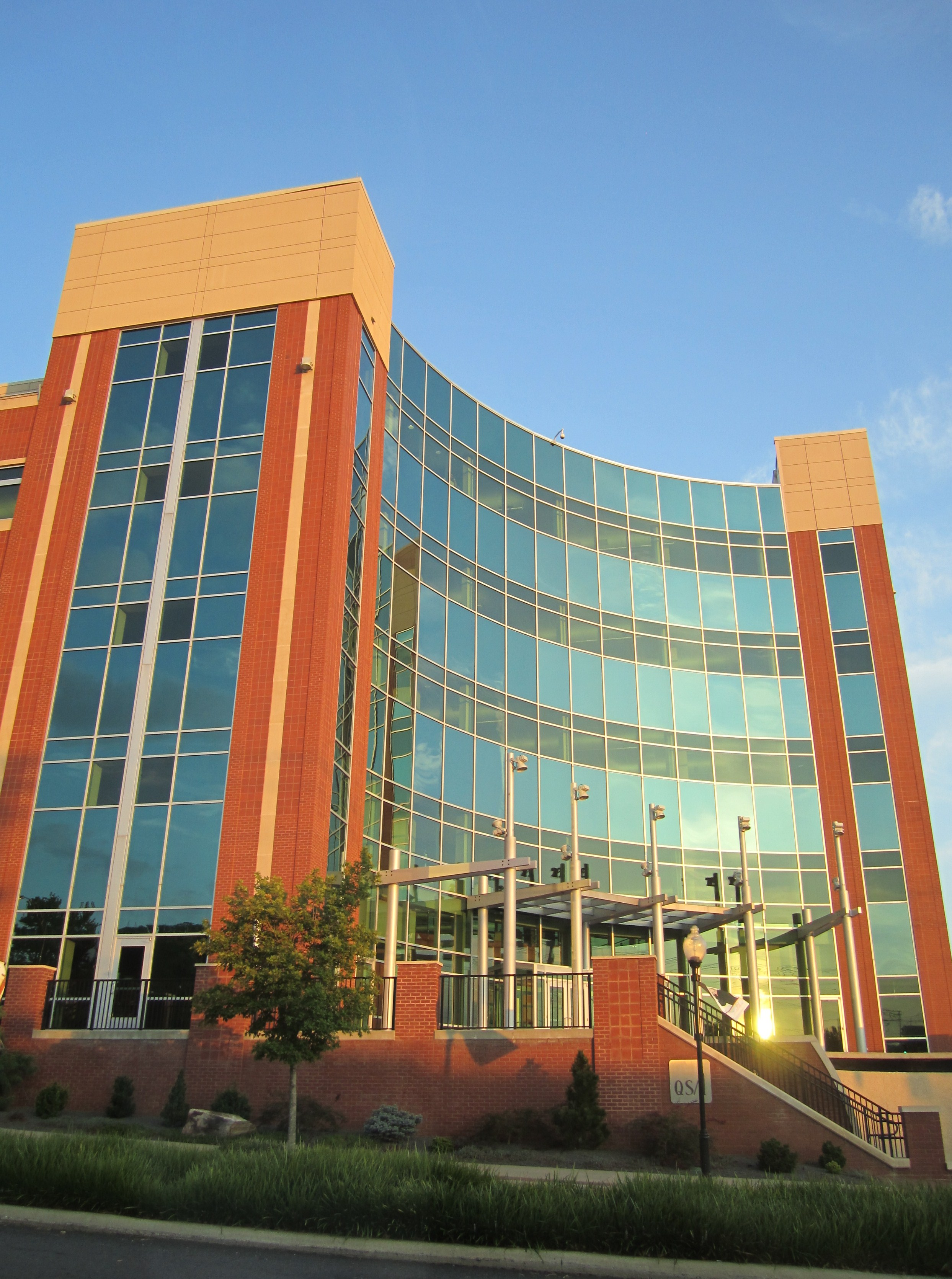
Штаб-квартира компании QS/1 Data Systems